# Gyldene freden
Gyldene freden från 2008 är den svenska vokalgruppen Irmelins andra musikalbum. Man sjunger här svenska visor a cappella.

## Låtlista
1. Visa i vinden (Cornelis Vreeswijk) – 2:49
2. När solen tänder sina strålar (trad) – 2:45
3. Sign 'Karlsson – evig vår'/Helga Andersson (Olle Adolphson) – 4:01
4. Förglöm mig ej (trad) – 2:30
5. Bergslags Ersson (Peter Carlsson) – 4:38
6. Min älskling du är som en ros (Evert Taube) – 2:49
7. Nu mörknar min väg (Nisse Munck/Dan Andersson) – 3:27
8. Drick ur ditt glas (Carl Michael Bellman) – 3:51
9. Romans i moll (Charles Wildman/Einar Moberg) – 3:19
10. Avskedssång (trad/Dan Andersson) – 4:05
11. Dansen på Sunnanö (Evert Taube) – 3:58
12. Supa klockan över tolv (Carl Michael Bellman) – 2:54
13. En broder mer (Elise Einarsdotter/Stig Dagerman) – 1:54

## Medverkande
- Malin Foxdal – sång
- Karin Ericsson Back – sång
- Maria Misgeld – sång
- Peter Carlsson – sång (spår 3)

## Mottagande
Skivan fick ett blandat mottagande när den kom ut med ett snitt på 3,5/5 baserat på fem recensioner.